# Gremiatchinsk
Pour l’article homonyme, voir Gremiatchinsk (Bouriatie).
Gremiatchinsk (en russe : Гремячинск) est une ville du kraï de Perm, en Russie. Sa population s'élevait à 9 863 habitants en 2013.

## Géographie
Gremiatchinsk se trouve à 112 km — 154 km par la route — au nord-est de Perm et à 5 km à l'est de la gare Baskaïa (en russe : Баская), sur la voie ferrée Tchoussovoï – Kizel – Solikamsk.

## Histoire
Gremiatchinsk a été fondée en 1941 comme cité minière liée à l'exploitation du charbon. Elle accéda au statut de commune urbaine en 1942 puis à celui de ville en 1949.

## Population
Recensements (*) ou estimations de la population
| 1959*  | 1970*  | 1979*  | 1989*  |
| ------ | ------ | ------ | ------ |
| 38 014 | 29 975 | 21 578 | 20 977 |

| 2002*  | 2010*  | 2012   | 2013  |
| ------ | ------ | ------ | ----- |
| 13 237 | 10 752 | 10 257 | 9 863 |